# Chlorissa rubripicta
Chlorissa rubripicta är en fjärilsart som beskrevs av W. Warren 1893. Chlorissa rubripicta ingår i släktet Chlorissa och familjen mätare. Inga underarter finns listade i Catalogue of Life.